# 未成年照顧者
年輕照顧者（Young carer），或稱未成年照顧者、青少年照顧者、兒童少年照顧者，泛指家庭成員中發生照顧需求時，由兒童或少年承擔生理疾病、身體障礙、罹患心理疾病或知覺障礙等患者照顧工作。
年輕照顧者的定義因國家而異，例如：澳大利亞是指25歲以下的照顧者，英國則是未滿18歲的照顧者。

## 關聯條目
- 長期照護
- 多重照顧
- 照顧殺人
- 照顧者負擔
- 照顧者壓力

## 外部連結
- 澳大利亞未成年照顧者網路（Young Carers Network. Carers Australia） （页面存档备份，存于）
- 加拿大未成年照顧者計畫（Young Carers Program in Canada） （页面存档备份，存于）